# Doris Natusch
Doris Natusch (* 15. Oktober 1946 in Stuttgart; † 7. April 2016) war eine deutsche Politikerin (FDP). Sie war von 1983 bis 1984 Abgeordnete im Landtag von Baden-Württemberg.

## Leben
Nach dem Abitur nahm Natusch ein Studium der Politikwissenschaft, Neueren Geschichte und Soziologie an der Universität Tübingen auf, das sie 1971 mit dem Magister artium abschloss. Nach ihrer Heirat betätigte sie sich als Hausfrau.
Natusch war von 1974 bis 1996 Vorsitzende des FDP-Ortsverbandes Bietigheim-Bissingen und zeitweise stellvertretende Vorsitzende des FDP-Kreisverbandes Ludwigsburg. Ab 1982 war sie Mitglied des Landesvorstandes der Vereinigung liberaler Kommunalpolitiker der FDP Baden-Württemberg. Sie war von 1975 bis 2009 Mitglied des Gemeinderates von Bietigheim-Bissingen, seit 1988 war sie zugleich Vorsitzende der dortigen FDP-Fraktion. Des Weiteren war sie von 1984 bis 1999 Mitglied im Kreistag des Landkreises Ludwigsburg, seit 1986 ebenfalls FDP-Fraktionsvorsitzende.
Am 11. April 1983 rückte Natusch für den in den Deutschen Bundestag gewählten Abgeordneten Wolfgang Weng in den Landtag von Baden-Württemberg nach, dem sie bis zur Landtagswahl 1984 angehörte. Im Parlament vertrat sie das Zweitmandat des Wahlkreises 14 (Bietigheim-Bissingen). Sie war Mitglied des Finanzausschusses und jugendpolitische Sprecherin der FDP-Landtagsfraktion.
Doris Natusch war verheiratet und hatte einen Sohn.